# Septimoncia
Se llama septimoncia (del latín, septimontium) a una fiesta de la Antigua Roma que se hacía en el mes de diciembre después de que el séptimo monte se comprendió en la ciudad. 
En estas fiestas se ofrecían siete sacrificios en siete diferentes parajes y los emperadores se mostraban liberales con el pueblo.